# Plaisance-du-Sud
Plaisance-du-Sud (em crioulo haitiano:  Plezans disid) é uma comuna do Haiti, situada no departamento de Nippes e no arrondissement de Anse-à-Veau. De acordo com o censo de 2003, sua população total é de 6.985 habitantes.